# Belovo (Rusland)
Belovo (Russisch: Белово) is een plaats in de Russische oblast Kemerovo in zuid-Siberië. De plaats ligt in het centrale deel van het steenkoolgebied van de Koezbass en kreeg in 1938 de status van stad.

## Geschiedenis
Het dorp Belovo wordt voor het eerst genoemd in 1726 als woonplaats van de voortvluchtige boer Fjodor Belov, die aan de oever van de Bachatrivier een blokhut gebouwd zou hebben. In 1855 werd begonnen met de winning van steenkool. De stad ontwikkelde zich als een conglomeraat van verschillende dorpen waarvan de bevolking betrokken was bij de kolenmijnen, een energiecentrale en de spoorweg.

## Geografie
Het landschap is vlak tot glooiend en bestaat nog deels uit een bossteppe met loof- en naaldbomen. Er zijn ook aangeplante naaldbossen. Het stadsdistrict van Belovo heeft een oppervlakte van 219 km² en bestaat voor ongeveer 29% uit landbouwgrond, 23% industrie en 22% woonbebouwing. De Bachat-rivier, gevormd door de samenvloeiing van twee stromen in het zuiden van de stad, stroomt langs de oostkant van het stadscentrum. 
Het aantal inwoners bedroeg in 2010 en 2018:
| plaats                 | 2010    | 2018    |
| ---------------------- | ------- | ------- |
| Okroeg Belovski totaal | 134.513 | 130.000 |
| Belovo                 | 76.764  | 72.500  |
| Batsjatski             | 14.402  | 14.000  |
| Gramoteino             | 12.996  | 12.300  |
| Inskoj                 | 12.590  | 12.100  |
| Novi Gorodok           | 15.750  | 14.800  |

Ongeveer 100 km naar het noorden bevindt zich de stad Kemerovo.

## Economie

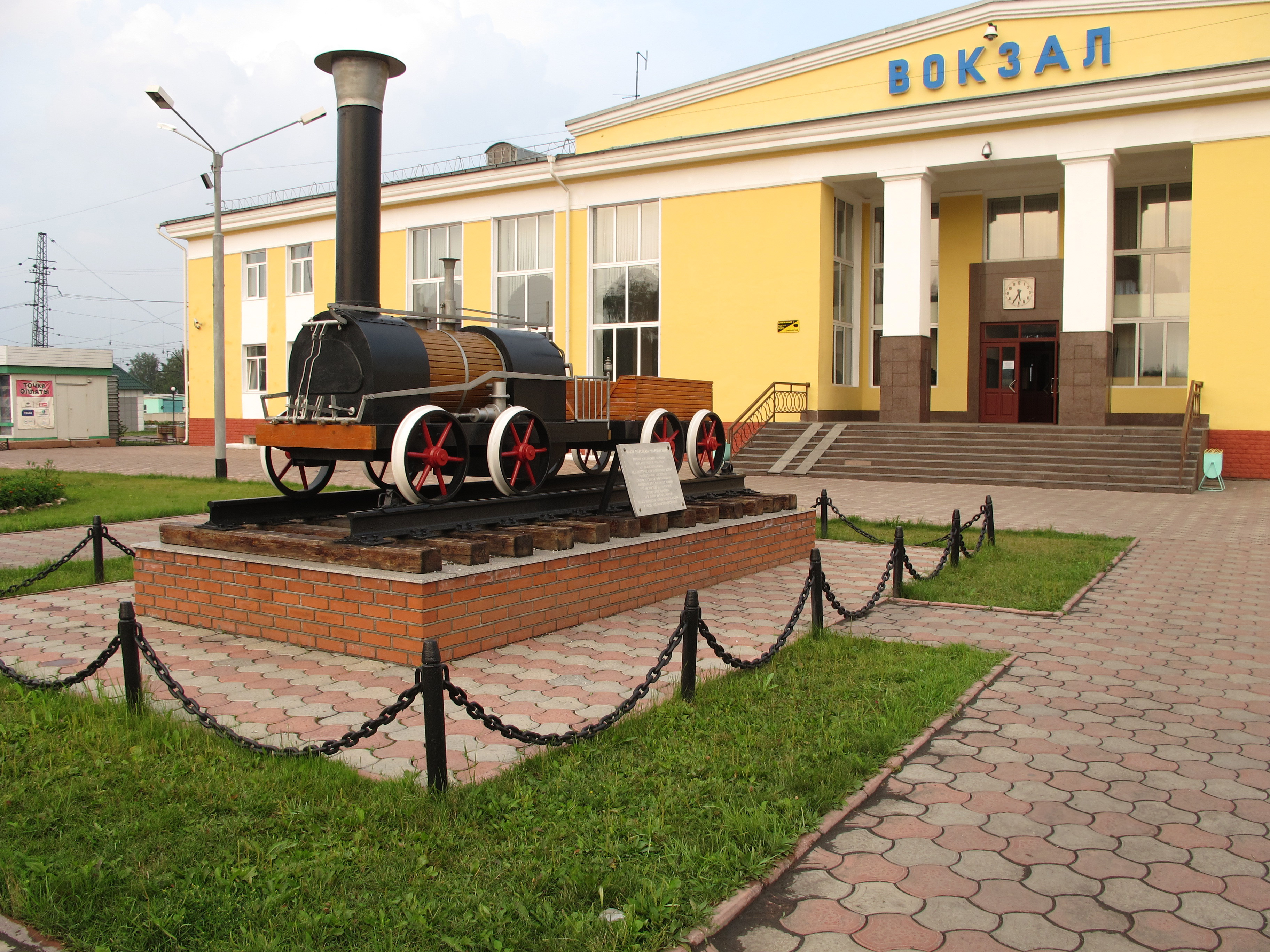
Belovo treinstation (1964-2014)

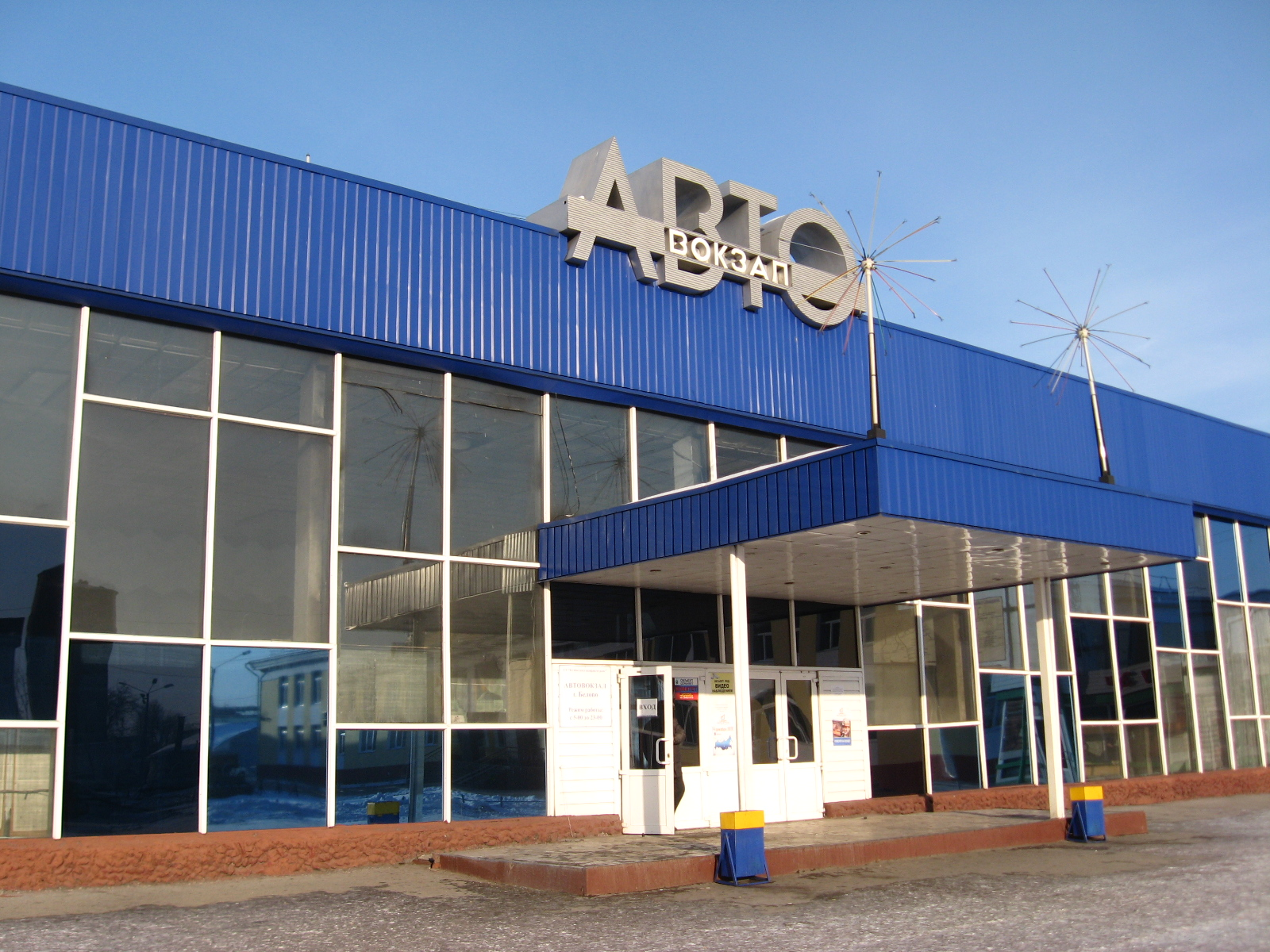
Belovo bus station (1975-2012)

Belovo is een belangrijk transportcentrum van de Koezbass. Het ligt halverwege de steden Kemerovo en Novokoeznetsk, en is daarmee verbonden met een spoor- en wegverbinding. Steenkoolwinning vormt 63% van de industriële productie van de Okroeg Belovo, die plaatsvindt in 4 dagbouw mijnen en 3 ondergrondse mijnen. De grootste dagbouwmijn Bachatskii bestond in 2009 60 jaar, er werken 4000 mensen. In totaal werken er 6500 mensen in de mijnbouw. Samenhangend met de steenkoolwinning wordt ook puin en grind gewonnen. In Belovo bevinden zich dan ook producenten van bouwmaterialen. Een zinkfabriek en machinefabriek zijn na het einde van het Sovjettijdperk failliet gegaan. De energiecentrale produceert 1/3 van de energie in de gehele Koezbass.

## Geboren in Belovo
- Viktor Mamatov (1937-2023), biatleet
- Alexander Rasborow (1963), informaticus en wiskundige
- Jevgeni Petrov (1978), wielrenner
- Roman Konstantinov (1983), gewichtheffer[3]
- Jevgeni Rybakov (1985), langeafstandsloper

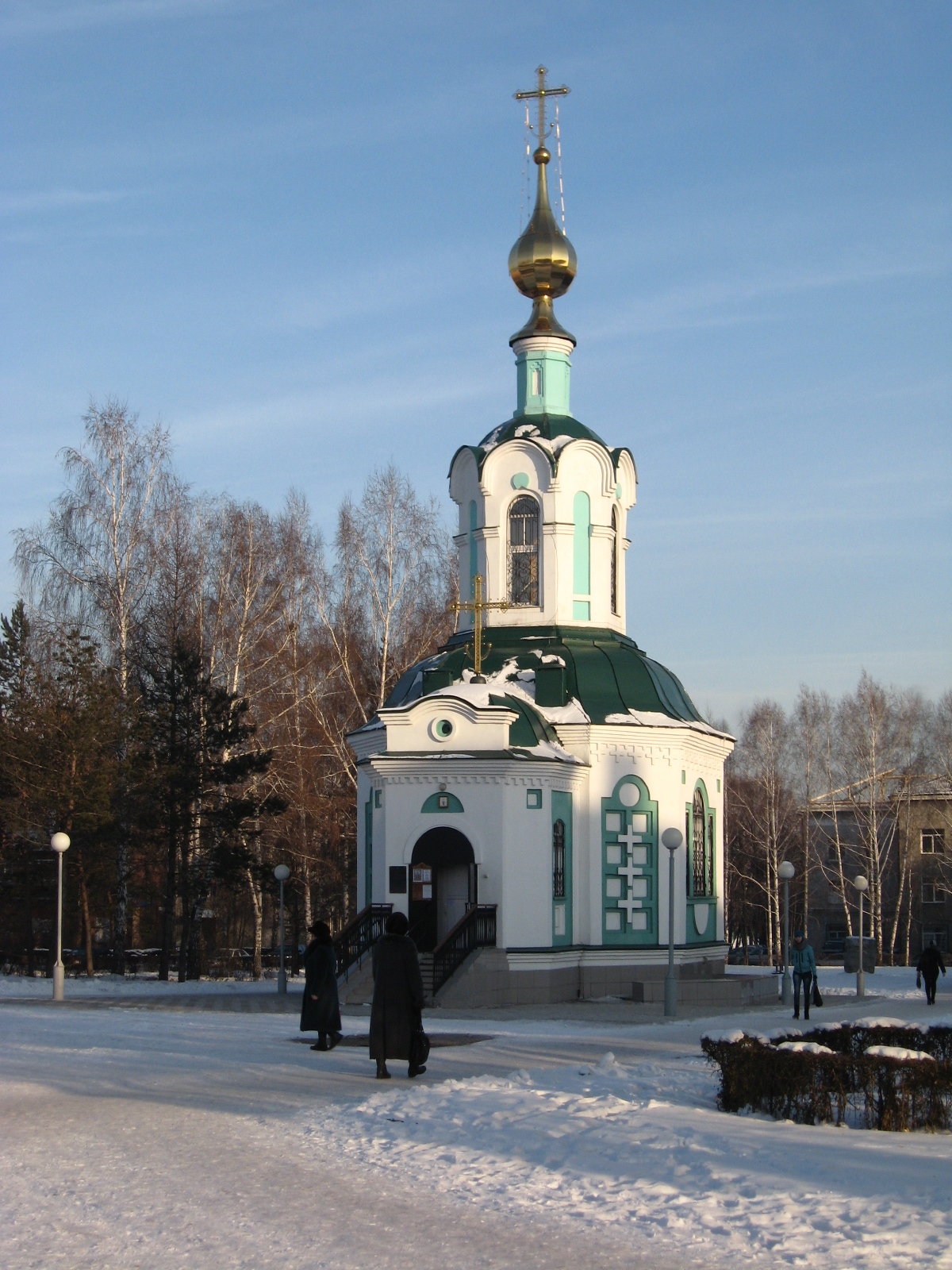
Kapel

Bestuurlijk centrum: Kemerovo

Anzjero-Soedzjensk · Belovo · Berjozovski · Goerjevsk · Joerga · Kaltan · Kiseljovsk · Leninsk-Koeznetski · Mariinsk · Mezjdoeretsjensk · Myski · Novokoeznetsk · Osinniki · Polysajevo · Prokopjevsk · Salair · Tasjtagol · Tajga · Topki